# 日本共产党大会
日本共产党大会（日语：／ Nihon Kyōsantō Taikai）是日本共产党的全体会议。根据日本共产党规约，是日共的最高机构。
党大会每隔2年至3年期间由中央委员会召集并举办。有事情的场合下，中央委员会会延期召开党大会。
党大会确定中央委员会的报告是否得当，并对中央委员会的提案和议案进行审议和决定，改定党的纲领和规约，并选出中央委员会（中央委员和准中央委员）。